# Sherritt International
Sherritt International ist ein kanadisches Bergbauunternehmen, welches 1927 als Sherritt Gordon Mines gegründet wurde. Es ist der größte Produzent von Nickel und Kobalt aus Laterit-Erzen. Sherritt besitzt Nickel-Minen in Fort Saskatchewan, Alberta, auf Kuba (Moa bei Holguín) und Madagaskar (Ambatovy).
Außerdem fördert Sherritt Öl und Gas und produziert Strom auf Kuba. Im Jahr 2014 stieg das Unternehmen aus der Kohleförderung aus.